# 胡大為
胡大為（英語：David Wu Tai Wai，1952年7月31日—），生於香港，前香港電視節目主持人及電台節目主持。因與廖偉雄主持《笑星救地球》，所以有「搞笑師祖」之稱。他是個多元化的電影奇才，除了剪接，他還參與過監製、攝影及配樂等工作。
至1990年代中期，胡大為移居加拿大多倫多，淡出香港娛樂圈，並信奉基督教。

## 簡歷
胡大為家中有八兄弟姊妹，自己排行第二。他自小已對電影工作感興趣，1964年畢業於救世軍光明學校上午校，同年考入荃灣官立工業中學。1969年中學畢業後，他報讀香港理工學院平面設計文憑。1970年從報紙中得知邵氏片場招聘剪接學徒，於是在同年10月應徵成功。同時在晚上修畢其理工學院的美術設計課程。
拍《笑星救地球》之前，曾經在電台主持節目，一直維持「口多多」的形象。1986年12月，胡於廣播道被5名大漢強行剃眉，相信與其電台言論有關。
1990年至1992年，他與廖偉雄主持搞笑節目《笑星救地球》，大受歡迎，一連製作了三輯，每輯13集。其中的最受注目的趣劇《乜太與李》更由廖偉雄反串扮演「乜太」，胡大為則飾演時常被乜太責罵的助手「小李」，趣劇模仿教授家庭觀眾烹飪技巧，實際是諷刺時弊及社會現象。後更錄製節目原聲大碟和拍攝電影《笑星撞地球》。
1993年，以《辣手神探》獲得第12屆香港電影金像獎最佳剪接獎。並且以《白髮魔女傳》獲得第30屆金馬獎最佳改編劇本獎。
2002年胡大為導演電影《冰雪女王》。而由他擔任剪接師的法國電影《狙魔特攻》在美國票房成績理想，成為近20年來美國票房第二高的法語片。
近年不少香港導演前往荷里活發展，其實早在十年前，胡大為已在那邊拓展自己的事業，只不過他的作品多是電視劇和電視電影，所以鮮為香港人知道。他在美國執導的電視劇和電視電影有動作片《新縱橫四海》（Once A Thief）、《Blackjack》、《Webs》和青春片《The Party Never Stops: Diary of a Binge Drinker》等。
此外，胡大為亦為國際著名大導演吳宇森的御用剪接師。
2015年，以《太平轮》首次以個人身份奪得第34屆香港電影金像獎最佳剪接獎。
2022年，應監製錢小蕙之邀，回港擔任何爵天導演作品《死屍死時四十四》（2023年）的剪接及後期製作指導。

## 電視節目主持
- BANG BANG 咁嘅聲 (無線電視) 1978年
- 笑星救地球 (無線電視) 1990年
- 笑星救地球II (無線電視) 1991年
- 搶錢新一代 (無線電視) 1991年
- 大緊張 (無線電視) 1993年
- 周末大為營 (亞洲電視)

## 參與節目（無綫電視）
- 1977年：點只咁簡單
- 1978年：甜姐兒
- 1993年：卿撫你的心
- 1993年：不可思議星期二

## 電台(節目主持)
- 假日皇牌 (商業電台)
- 周末為威喂 (商業電台)

## 演出作品（電影）
- 林亞珍 1978年
- 林亞珍老虎魚蝦蟹 1979年
- 第一類型危險 1980年
- 八彩林亞珍 1982年
- 涼茶馬尾飛機頭 1982年
- 求愛反斗星 1985年
- 打工皇帝 1985年
- 開心鬼撞鬼 1986年
- 倩女幽魂 1987年
- 意亂情迷（1987年電影）1987年
- 南北媽打 1988年
- 大丈夫日記 1988年
- 殺之戀 1988年
- 天羅地網 (1988年電影) 1988年
- 笑星撞地球 1990年
- 縱橫四海 1991年

## 執導作品
- 1982年：《鯊魚燒賣》
- 1990年：《中日南北和》
- 1990年：《笑星撞地球》
- 1992年：《草莽英雌》
- 1993年：《白髮魔女2》
- 1994年：《亂世超人》
- 2002年：《冰雪女王》
- 2006年：《聖杯傳說》
- 2011年：《遍地狼煙》

## 外部連結
- 胡大為在香港影庫上的簡介